# Royal College of Physicians
Il Royal College of Physicians (RCP) è un organismo, di appartenenza professionale, britannico dedicato al miglioramento della pratica medica, principalmente attraverso l'accreditamento dei medici mediante esame. Fondato per statuto reale dal re Enrico VIII nel 1518, l'RCP è il più antico college di medicina in Inghilterra. Stabilì il primo standard internazionale nella classificazione delle malattie e la sua biblioteca contiene testi medici di grande interesse storico. Il college viene talvolta chiamato Royal College of Physicians of London per differenziarlo da altri organismi con nomi simili.
L'RCP promuove miglioramenti nella salute e nell'assistenza sanitaria attraverso il patrocinio, l'istruzione e la ricerca. I suoi 40.000 membri lavorano in ospedali e comunità in oltre 30 specialità mediche con circa un quinto con sede in oltre 80 paesi in tutto il mondo.
Il college ospita sei facoltà di formazione: la facoltà di medicina legale, di medicina farmaceutica, di medicina del lavoro, di sanità pubblica, di medicina dello sport e dell'esercizio e dei medici associati.
La sede dell'RCP, a Regent's Park, è uno dei pochi edifici del dopoguerra a cui è stato concesso lo status di classificato di Grado I. Nel 2016 è stato annunciato che l'RCP avrebbe aperto una nuova sede nel nord dell'Inghilterra a The Spine, un nuovo edificio nel Liverpool Knowledge Quarter a Liverpool nel 2021.

## Storia

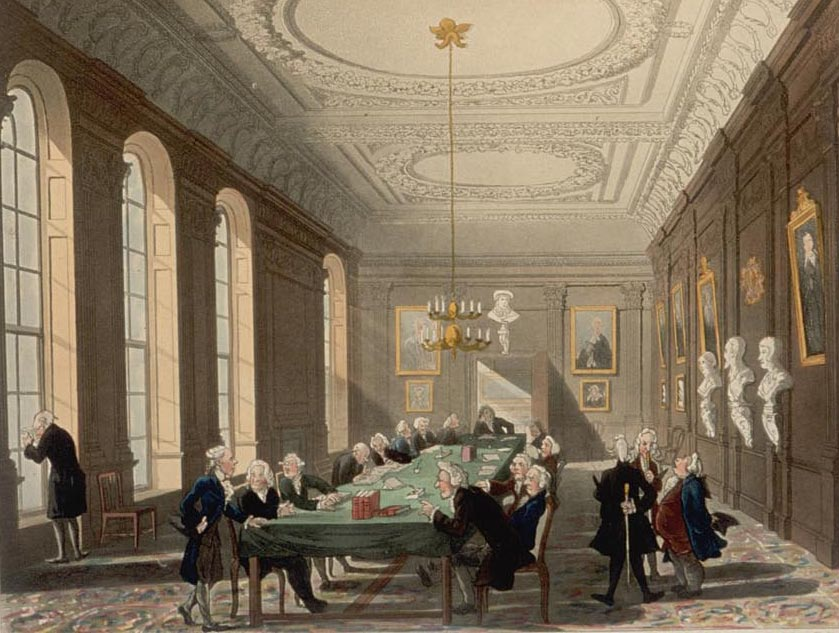
Una riunione del college all'inizio del XIX secolo

Un piccolo gruppo di illustri medici, guidato dallo studioso, umanista e sacerdote Thomas Linacre, chiese al re Enrico VIII di essere incorporato in un College simile a quelli che si trovavano in numerosi altri paesi europei. Le funzioni principali del college, come stabilite nella Carta istitutiva, erano di concedere licenze a coloro che erano abilitati all'esercizio e di punire i professionisti non qualificati e coloro che commettevano negligenza, includendo farmacisti e medici.
Fu fondato come College of Physicians quando ricevette una Carta reale nel 1518, affermata con Atto del Parlamento nel 1523. Non è noto quando il nome "Royal College" sia stato assunto o concesso per la prima volta. Entrò in uso dopo la Carta del 1663. Fu legalmente confermato nel 1960 dal Royal College of Physicians of London Act (che era richiesto principalmente per spostare i locali del college fuori dalle città di Londra o Westminster a Regent's Park).
Il college è stato costantemente attivo nel migliorare la pratica della medicina sin dalla sua fondazione, principalmente attraverso l'accreditamento dei medici. È membro della UK Academy of Medical Royal Colleges. A volte viene indicato come il Royal College of Physicians di Londra per differenziarlo da altri organismi con nomi simili. È stato il primo College of Physicians in Gran Bretagna o Irlanda. La sua istituzione seguì l'incorporazione dei Barber-Surgeons di Dublino nel 1446 (con decreto reale di Enrico VI d'Inghilterra come Lord d'Irlanda), che fu la prima società medica in Irlanda o Gran Bretagna; i Barber-Surgeons di Edimburgo furono incorporati dalla città di Edimburgo nel 1505.

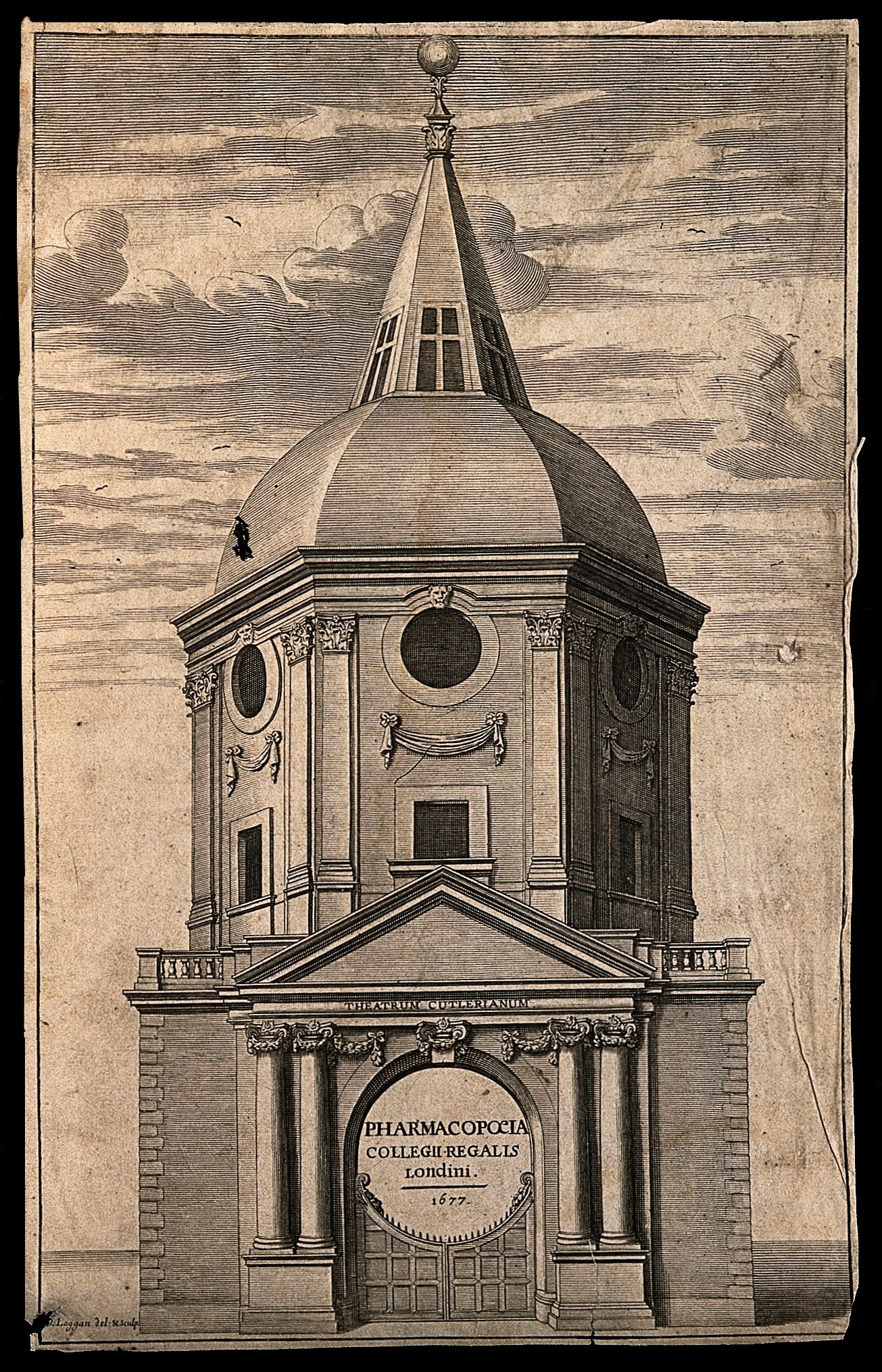
Il Cutlerian Theatre a Warwick Lane, un teatro di anatomia progettato da Robert Hooke ricostruito dopo l'incendio e demolito nel 1866. Il frontespizio della farmacopea del Royal College, 1677. Incisione di David Loggan

Il college aveva sede in tre siti nella City di Londra vicino alla Cattedrale di St Paul, prima di trasferirsi a Pall Mall East (con vista su Trafalgar Square) e infine nella sua attuale sede di Regent's Park.
Il primo bibliotecario harveiano fu Christopher Merret, un collega del college e amico di Harvey. Fu fissato con un incarico a vita che lo risarciva con vitto e alloggio e un piccolo stipendio. Nel 1666, il Grande incendio di Londra distrusse molte delle stanze e la maggior parte dei libri, quindi l'istituzione cercò di rompere il contratto con Merret, ma lui fece appello alla corte del re, sostenendo che il suo era un incarico a vita. Alla fine perse la causa, venne espulso dalla Fellowship, dovette cercarsi un alloggio privato e restituire i libri che aveva salvato dall'incendio.
Nel corso della sua storia il college ha emesso consigli su tutta la gamma di questioni mediche e sanitarie. Le pubblicazioni del college includono le prime dieci edizioni della London Pharmacopoeia (scritta in latino e utilizzata per regolare la composizione dei farmaci dal 1618 e, tramite la polizia del college, i Censori, per far rispettare il monopolio del college sulla scienza medica, poi contestata dalla Society of Apothecaries), e la Nomenclature of Diseases nel 1869. Quest'ultima creò lo standard internazionale per la classificazione delle malattie che sarebbe durato fino a quando il Manuale della classificazione internazionale delle malattie dell'Organizzazione mondiale della sanità non lo ha sostituito nel XX secolo.
Il college divenne l'organismo di autorizzazione per i libri di medicina alla fine del XVII secolo e cercò di stabilire nuovi standard nell'apprendimento attraverso il proprio sistema di esami. La tradizione dell'esame del college continua ancora oggi ed è forse ancora il modo in cui il college è più noto al grande pubblico.
Il Royal College of Physicians ha celebrato il suo 500º anniversario nel 2018.

## Appartenenza

### Adesione
Il postnominale MRCP(UK) viene utilizzato dai medici che hanno superato gli esami per il Diploma of Membership dei Royal Colleges of Physicians del Regno Unito, che sono tenuti congiuntamente da tutti i Royal Colleges of Physicians del Regno Unito. I titolari dell'MRCP(UK) possono anche diventare "Collegiate Members" del London College (utilizzando l'addizionale MRCP(Lond) post-nominale) e/o degli altri due college del Regno Unito. L'appartenenza di affiliazione al Royal College of Physicians è un livello di appartenenza simile all'appartenenza collegiale, ma viene assegnata a medici senior senza MRCP (Regno Unito). Sia i membri del college che quelli affiliati possono essere presi in considerazione per l'avanzamento alla borsa di studio del college.
Il college ha anche livelli di iscrizione associati, studenti di medicina e medici di base.

### Fellow (FRCP)
I Fellows of the Royal College of Physicians (FRCP) sono eletti dai loro colleghi e dal Royal College sulla base dei loro successi e del loro impatto sulla professione medica. Essere un FRCP consente ai medici di utilizzare le lettere post-nominali "FRCP" dopo il loro nome, indicando il loro status di leader nella comunità medica. Lo stato di Fellow offre anche opportunità di coinvolgimento in ruoli di leadership all'interno del Royal College of Physicians e nella definizione di politiche e pratiche sanitarie sia a livello nazionale che internazionale. . Occasionalmente i Fellows possono essere eletti tra i membri delle facoltà più specializzate all'interno dei Royal Colleges of Physicians, per esempio medicina del lavoro (MFOM), medicina farmaceutica (MFPM) e medicina legale (MFLM), ecc. Ci sono anche borsisti eletti de jure (di solito esperti medici di altri paesi) e honoris causa (dignitari, membri della famiglia reale, ecc.). Nel Regno Unito, essere un Fellow of the Royal College of Physicians è una designazione prestigiosa conferita a medici di grande distinzione. Questo titolo non è semplicemente una forma di adesione, ma un riconoscimento per contributi significativi nel campo della medicina, come la pratica clinica, la ricerca o l'educazione.

### Licenza
Il diploma di licenza del Royal College of Physicians (LRCP) non viene più rilasciato. La qualifica LRCP era riservata ai laureati in medicina, in pratica principalmente Bachelor of Medicine di Oxford e Cambridge, ma a metà dell'Ottocento entrò a far parte di una molto apprezzata qualificazione iniziale in medicina rilasciata insieme al MRCS (Eng) dal Conjoint Board, che alla fine del XX secolo finì per essere in gran parte occupato da laureati all'estero. Dal 1993 l'LRCP è stato assegnato insieme a LRCS e LMSSA attraverso lo United Examining Board fino a quando questo percorso per la registrazione medica è stato abolito nel 1999.

## Biblioteca
La biblioteca mira a supportare le esigenze di apprendimento e informazione dei membri, degli studenti e del personale del college. Le collezioni uniche possono anche essere utilizzate per la ricerca da parte di membri del pubblico. Un servizio di richiesta fornisce informazioni sul ruolo e sulle funzioni attuali dell'RCP, nonché sulla sua storia. La biblioteca contiene libri su una vasta gamma di argomenti tra cui:
- Storia della medicina
- Genealogia
- Salute e politica sociale
- Pedagogia medica

### Collezioni di libri rari
Il Royal College of Physicians ha avuto una collezione bibliografica sin dalla sua fondazione, nel 1518, sebbene la maggior parte dei libri originali siano stati distrutti durante il Grande incendio di Londra nel 1666. I libri rari e le collezioni speciali hanno una copertura diversificata, riflettendo le abitudini collezionistiche dei primi associati e la necessità di fornire l'ampia base educativa considerata adatta ai medici. I libri rari sono normalmente disponibili al grande pubblico, su appuntamento, dal lunedì al venerdì dalle 10:00 alle 17:00.
Libri e giornali, vecchi e nuovi, mostrano un continuum di cambiamento e sviluppo nelle specialità del RCP, così come nella professione medica. I punti salienti includono:
- circa 130 libri stampati prima del 1502, comprese alcune delle prime stampe dei testi medici classici di medici greci, romani e arabi
- libri appartenenti e annotati dall'astrologo e occultista elisabettiano John Dee
- circa 3.000 libri, datati fino al 1688, nella collezione Dorchester, su una varietà di argomenti tra cui architettura, scienza e viaggi
- oltre 4.500 trattati, dal XVII al XIX secolo, che coprono un'ampia gamma di argomenti, sia medici che scientifici
- la collezione Evan Bedford, che comprende quasi tutti i testi significativi della storia della cardiologia fino al 1970

I punti salienti della collezione del XX secolo includono:
- libri relativi alla storia delle specialità del RCP
- biografie di borsisti e figure di spicco della medicina
- libri relativi alla formazione del Servizio Sanitario Nazionale (SSN) e alla sua storia continua
- libri relativi alla storia degli ospedali nel Regno Unito
- libri relativi all'etica medica e allo status e al ruolo del medico
- ogni articolo pubblicato dal RCP, compresi i rapporti e gli opuscoli.

Le raccolte di libri sono esposte in mostre che cambiano regolarmente.
Nel dicembre 2020 il Board of Trustees (BoT) del college ha discusso in dettaglio la posizione finanziaria dell'RCP, che, come tanti enti di beneficenza, era stata influenzata in modo significativo dalla pandemia di COVID-19. Tutti gli aspetti dell'attività di RCP sono stati esaminati e sono state prese in considerazione una serie di opzioni di riduzione dei costi e generazione di reddito, inclusa la possibile vendita di libri non medici della collezione. Il BoT ha riconosciuto che ciò aveva causato preoccupazione in alcuni dei membri e ha accettato di ritardare tale vendita per l'immediato futuro.

## Collezioni museali

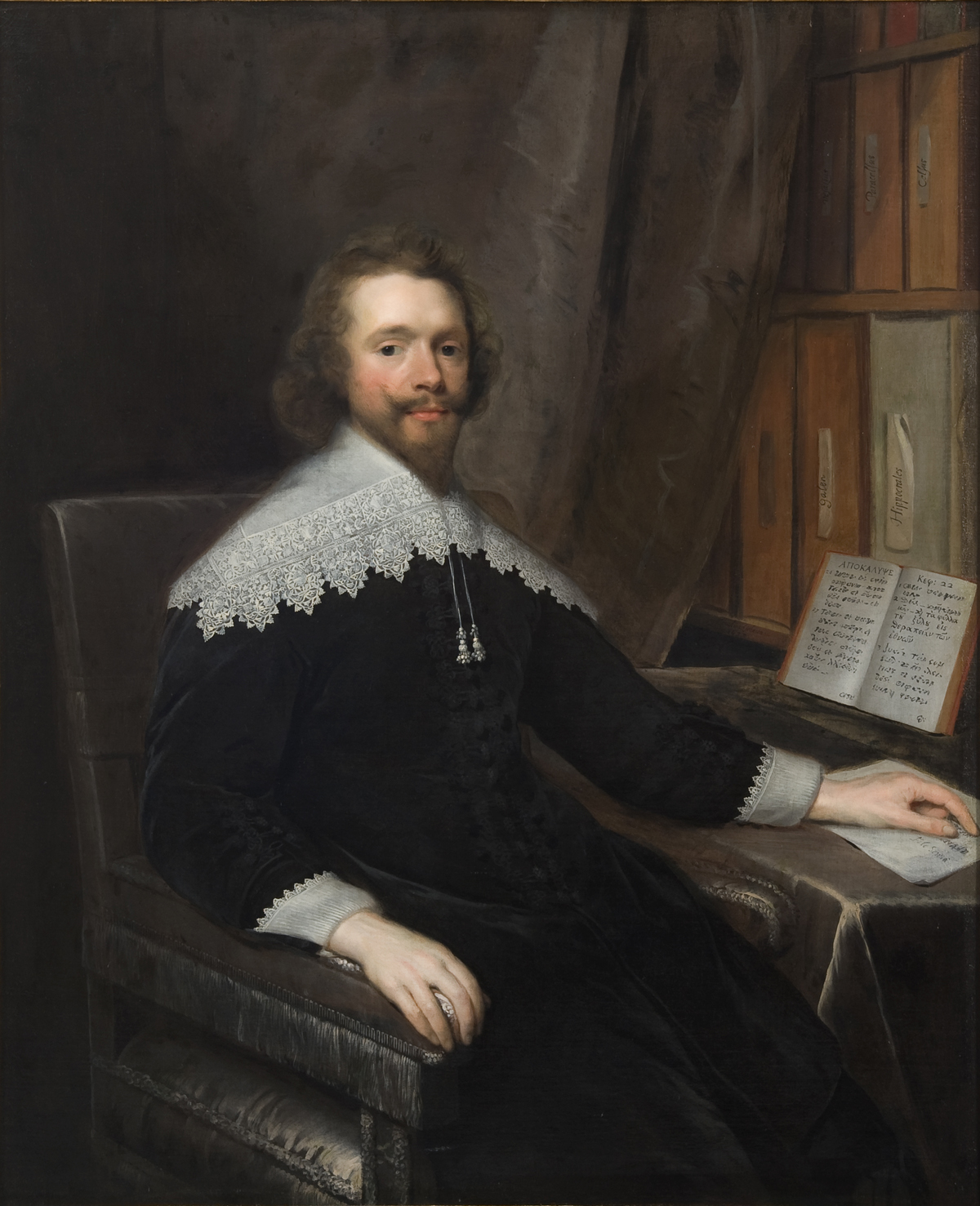
Ritratto di un medico nella sua biblioteca di Cornelis Janssens van Ceulen, uno dei ritratti significativi nella collezione del Royal College of Physicians

Le collezioni museali del Royal College of Physicians riguardano la storia del college e la storia della professione del medico. Contribuiscono a collocare la storia e lo sviluppo della medicina e dell'assistenza sanitaria nel suo contesto più ampio. Le collezioni comprendono: ritratti, argenti, strumenti medici, la Collezione Symons, medaglie commemorative e tavole anatomiche.
La collezione di c. 250 ritratti forniscono una documentazione pittorica e scultorea di presidenti, Fellow e altri medici ad esso associati dalla sua fondazione nel 1518 fino ai giorni nostri. Comprende pezzi di artisti famosi, come un busto di Baldwin Hamey Junior (1600–1676) di Edward Pierce e uno di Richard Mead (1673–1754) di Louis François Roubiliac. Ci sono ritratti, come quello di Richard Hale (1670–1728) di Jonathan Richardson. Nel 1964 un volume sui Ritratti del college fu pubblicato da Gordon Wolstenholme con una descrizione di David Piper.
La collezione d'argento ha pochi pezzi anteriori al Grande incendio di Londra (1666) a causa di un furto avvenuto l'anno precedente. La campana del calamaio di Baldwin Hamey e l'asta dimostrativa in osso di balena di William Harvey, con la punta d'argento, sono due pezzi sopravvissuti. Molti pezzi d'argento sono usati ancora oggi per occasioni formali al college. Oggetti speciali includono l'arredamento dell'ufficio del Presidente, il caduceo e la mazza del College in argento dorato.
Il collegio possiede anche sei tavole anatomiche del XVII secolo, probabilmente realizzate asciugando e montando i vasi sanguigni e i nervi del corpo umano su blocchi di legno e poi verniciandoli. Sarebbero stati usati come sussidio didattico per l'insegnamento dell'anatomia, perché era difficile ottenere cadaveri per la dissezione.
La Symons Collection di strumenti medici è esposta all'interno dell'edificio del college. Iniziò come una raccolta di oggetti relativi alla cura di sé in età georgiana e si espanse per includere oggetti che sarebbero stati usati dai medici durante il trattamento dei pazienti, principalmente nel XVIII e XIX secolo.
Le collezioni possono essere ricercate tramite un catalogo online e gli oggetti in mostra sono aperti al pubblico dal lunedì al venerdì dalle 9 alle 17. Il Royal College of Physicians è membro dei London Museums of Health & Medicine.

## Archivi
Le collezioni d'archivio risalgono alla fondazione del Royal College of Physicians nel 1518 e comprendono l'originale statuto reale concesso dal re Enrico VIII. Le attività del collee sono conservate in verbali ufficiali e altri atti istituzionali dal XVI secolo ad oggi.
Oltre 200 raccolte di documenti personali riflettono le esperienze di professionisti e pazienti negli ultimi 500 anni. Queste collezioni comprendono oggetti risalenti al XIII secolo che riguardano la storia della medicina e della scienza in Europa.
Nel XIX secolo, William Munk, un collega con un vivo interesse per la biografia medica, iniziò a raccogliere informazioni su tutti i medici che erano stati autorizzati dal College o che ne erano diventati membri. Dopo anni di ricerca, le biografie risultanti furono raccolte in 3 volumi che includevano tutti coloro che erano membri o autorizzati dal college fino al 1825. Questi volumi, pubblicati tra il 1861 e il 1878, furono l'inizio di una serie, nota come Munk's Roll dal compilatore originale. I volumi successivi si sono concentrati sui borsisti e la serie è ora online con aggiornamenti regolari che assicurano una biografia per ogni borsista del passato dal 1518 ad oggi.
L'archivio continua a raccogliere documenti che dimostrano i ruoli in via di sviluppo dei medici, comprese le registrazioni orali di professionisti che riflettono sulle loro vite e carriere. Le collezioni possono essere ricercate tramite un catalogo online, e sono disponibili al pubblico su appuntamento. Le storie orali 'Voci della medicina' sono disponibili per l'ascolto attraverso il catalogo della biblioteca.

## Sede

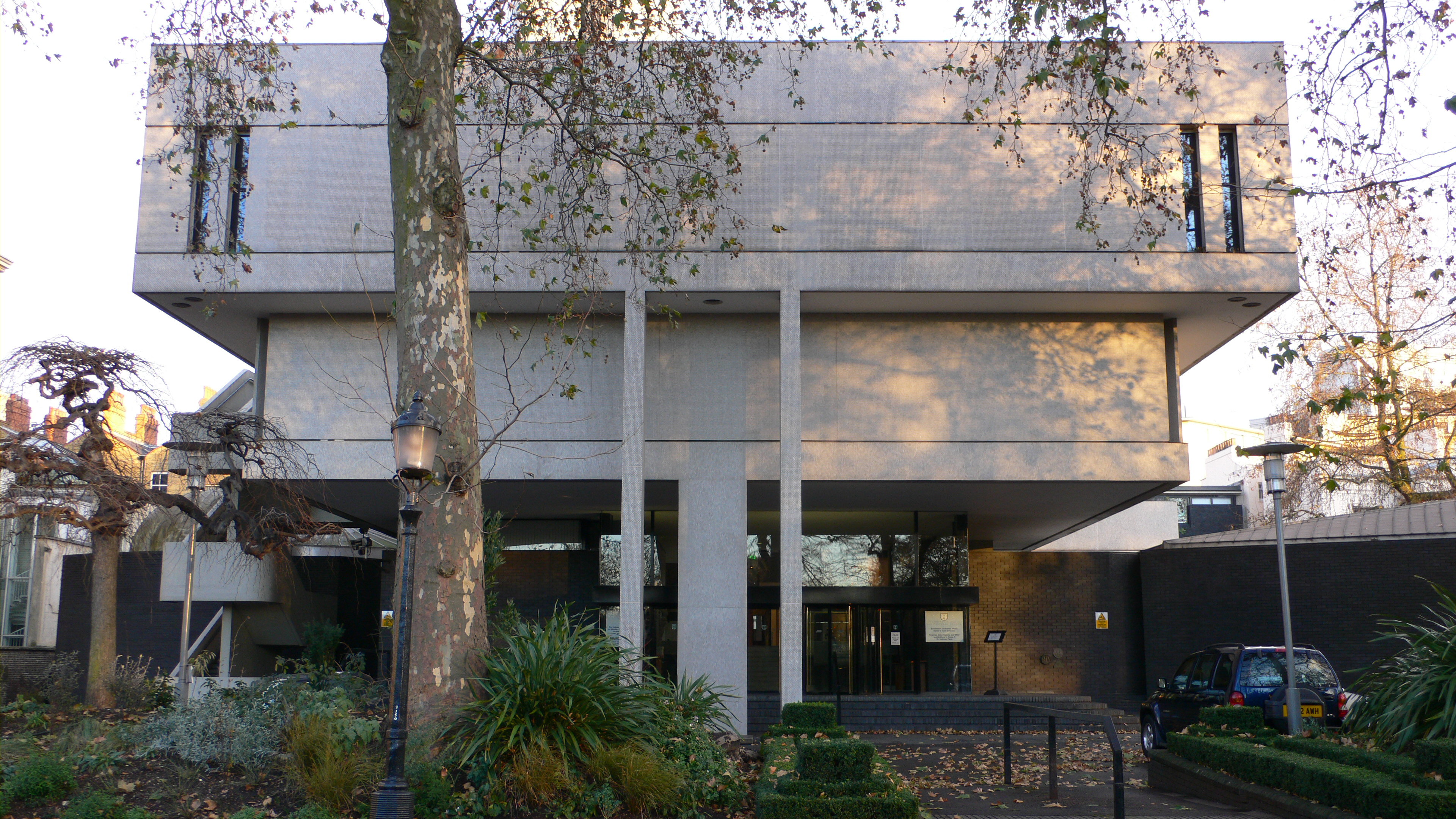
L'edificio del Royal College of Physicians è un edificio di interesse storico culturale di I grado

Il college si trova a St. Andrews Place, che si trova all'estremità nord della strada che corre lungo il lato est di Regent's Park, Park Square East. La precedente sede del college, in Pall Mall East/Trafalgar Square, è ora la Canada House, parte dell'alta commissione canadese a Londra. Il college aveva una serie di altre sedi prima di Pall Mall East, nella City di Londra.

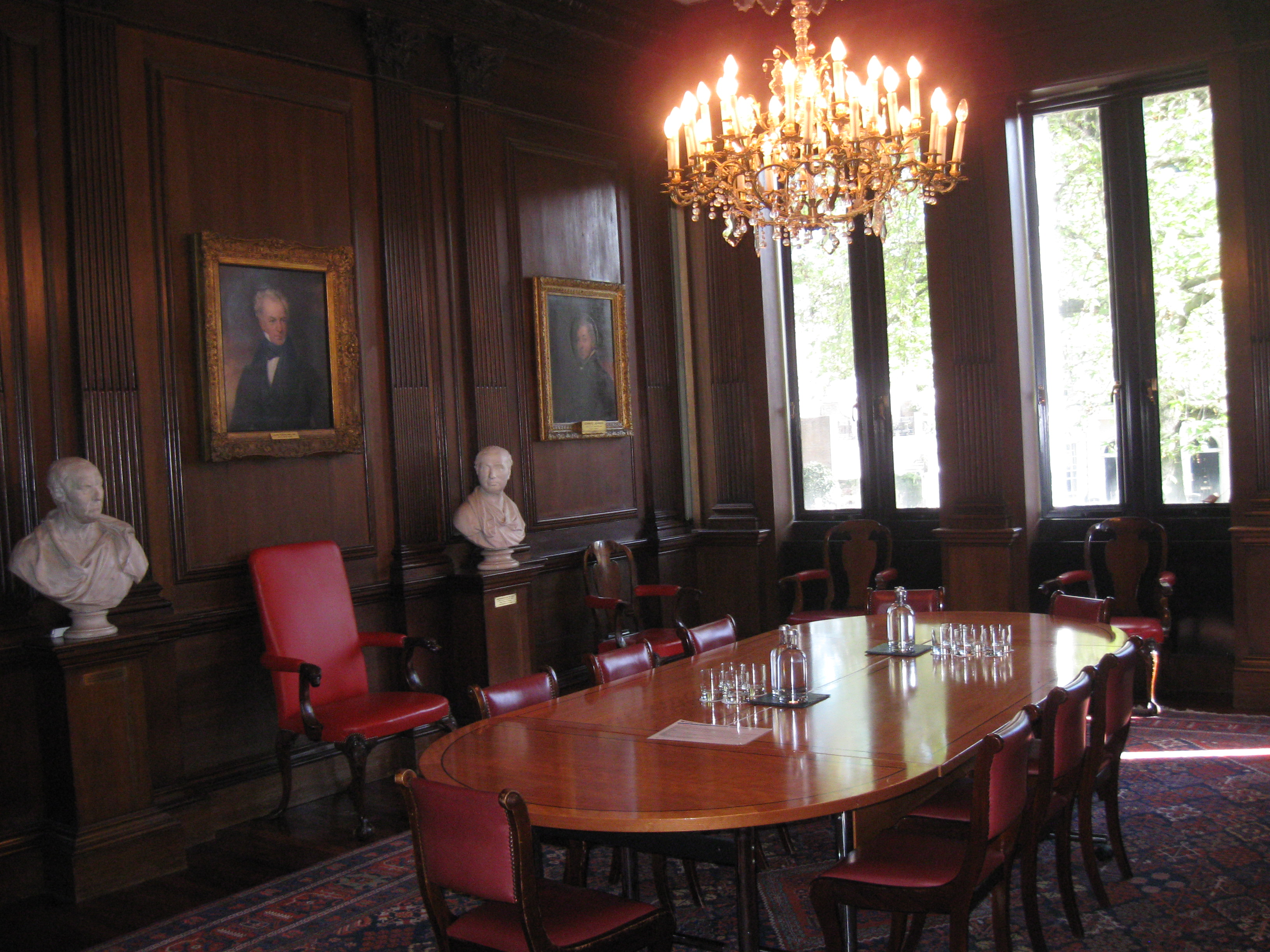
La Sala dei Censori del Royal College of Physicians

L'attuale edificio del College è stato progettato dall'architetto Sir Denys Lasdun, inaugurato nel 1964 e da allora è stato riconosciuto come edificio di importanza nazionale: si tratta di un edificio di interesse storico culturale di I grado, uno di una fascia molto selezionata di edifici del dopoguerra che condivide questa distinzione. L'uso da parte di Lasdun del cemento rivestito di mosaico fu estremamente influente su molti edifici pubblici successivi. Una caratteristica interessante dell'edificio era un "muro mobile", del peso di cinque tonnellate e in grado di essere sollevato idraulicamente di 3 metri per unire o suddividere una sala di 19 metri di larghezza, che era la larghezza interna dell'edificio. L'attrezzatura idraulica e la struttura in acciaio per il Moving Wall sono state prodotte da Merryweather &amp; Sons Ltd di Greenwich, ingegneri idraulici. Sebbene sia conosciuta per le apparecchiature antincendio, non è stata la prima installazione dell'azienda di questo tipo.

## Pubblicazioni
Il college pubblica due riviste mediche peer-reviewed: Clinical Medicine e Future Healthcare Journal. Inoltre, pubblica rapporti regolari, linee guida cliniche, documenti politici e risorse online. Occupational and Environmental Medicine è la Gazzetta Ufficiale della Facoltà di Medicina del Lavoro.

## Facoltà
Il Royal College of Physicians ospita sei facoltà di formazione: la facoltà di medicina legale, di medicina farmaceutica, di medicina del lavoro, di sanità pubblica, di medicina dello sport e dell'esercizio e dei medici associati.

### Medicina legale
La facoltà di medicina legale e forense (FFLM) è stata istituita come facoltà dell'RCP nel 2006 per sviluppare e mantenere i più alti standard possibili di competenza e integrità professionale nella medicina legale. La specialità copre professionisti che lavorano in tre discipline correlate: medici legali (medici forensi, infermieri e paramedici forensi, patologi forensi, esaminatori di aggressioni sessuali e esaminatori di aggressioni fisiche e sessuali su bambini), consulenti medico-legali e medici legali qualificati. L'FFLM tiene una serie di esami per professionisti che lavorano in medicina legale e forense. È riconosciuta come organismo autorevole ai fini della consultazione in materie di interesse educativo o pubblico concernenti la medicina legale e forense.

### Medicina farmaceutica
La Faculty of Pharmaceutical Medicine (FPM) dei Royal Colleges of Doctors del Regno Unito (Edimburgo, Glasgow e Londra) mira a far progredire la scienza e la pratica della medicina farmaceutica lavorando per sviluppare e mantenere la competenza, l'etica e l'integrità e i più alti standard professionali nella specialità a beneficio del pubblico.

### Medicina del lavoro
La facoltà di medicina del lavoro è stata inaugurata come facoltà specialistica del RCP nel 1978. La FOM è l'organismo professionale ed educativo per la medicina del lavoro nel Regno Unito e cerca di garantire gli standard più elevati nella pratica della edicina del lavoro.

### Salute pubblica
La Faculty of Public Health (FPH) è una facoltà congiunta dei tre college reali dei medici del Regno Unito (Londra, Edimburgo e Glasgow). È un'organizzazione di appartenenza di quasi 4.000 professionisti della salute pubblica in tutto il Regno Unito e in tutto il mondo. Il suo ruolo è quello di migliorare la salute e il benessere delle comunità locali e delle popolazioni nazionali.

### Medicina dello sport e dell'esercizio
La Faculty of Sport and Exercise Medicine (FSEM) UK è l'organo di governo per la specialità della medicina dello sport e dell'esercizio (SEM) nel Regno Unito. È una facoltà intercollegiata dell'RCP e del Royal College of Surgeons di Edimburgo.

### Medici associati
La Faculty of Physician Associates è stata fondata nel 2015 con la collaborazione dell'RCP e della UK Association of Physician Associates (UKAPA). La facoltà stabilisce gli standard per l'istruzione e la formazione dei medici associati, l'accreditamento dei programmi universitari e gli esami di certificazione nazionali. Supervisiona l'albo del volontariato gestito.

## Lezioni universitarie
Il college tiene una conferenza annuale, comunemente chiamata Lumleian Lectures, così chiamata in onore di Lord Lumley e istituita come parte del Lumleian Trust. Il trust e le conferenze furono istituiti nel 1582 da Richard Caldwell, un ex presidente del college. L'argomento delle lezioni era inizialmente in chirurgia, poi cambiato in medicina. La prima conferenza venne tenuta da Richard Forster e le lezioni continuano fino ad oggi.
Altre conferenze annuali sono la Croonian Lecture, la Goulstonian Lecture, la Bradshaw Lecture e le Milroy Lectures.
Una volta all'anno, tradizionalmente il giorno di San Luca, un Fellow è nominato per pronunciare l'Orazione Harveian al college riunito in memoria di William Harvey. L'orazione cerca di onorare i fondatori e benefattori del college e incoraggiare uno spirito di sperimentazione tra i membri.

## Premi
La Medaglia Bisset Hawkins è un premio triennale fondato nel 1899 in onore di Francis Bisset Hawkins, un collega del college, per riconoscere il lavoro svolto nei dieci anni precedenti nel progresso delle scienze sanitarie o nella promozione della salute pubblica. La Baly Medal è un premio biennale, fondato da un dono di Frederick Daniel Dyster (1809?–93) ricevuto nel 1866, confermato con atto 1930, in memoria di William Baly: £ 400 per fornire una medaglia d'oro alla persona che sia stata ritenuta essersi più distinta nella scienza della fisiologia, soprattutto nei due anni precedenti.